# 니야마
니야마(Niyama, 산스크리트어: नियम)는 긍정적인 의무나 준수를 의미한다. 다르마, 특히 요가에서는 니야마와 그 보완물인 야마 (요가)가 건강한 삶, 영적 깨달음, 해방된 존재 상태를 위해 권장되는 활동과 습관이다. 힌두교의 문맥에 따라 여러 의미를 갖는다. 불교에서 이 용어는 불교의 니야마 담마(niyama dhammas)에서처럼 자연의 결정까지 확장된다.